# Húgyúti fertőzés

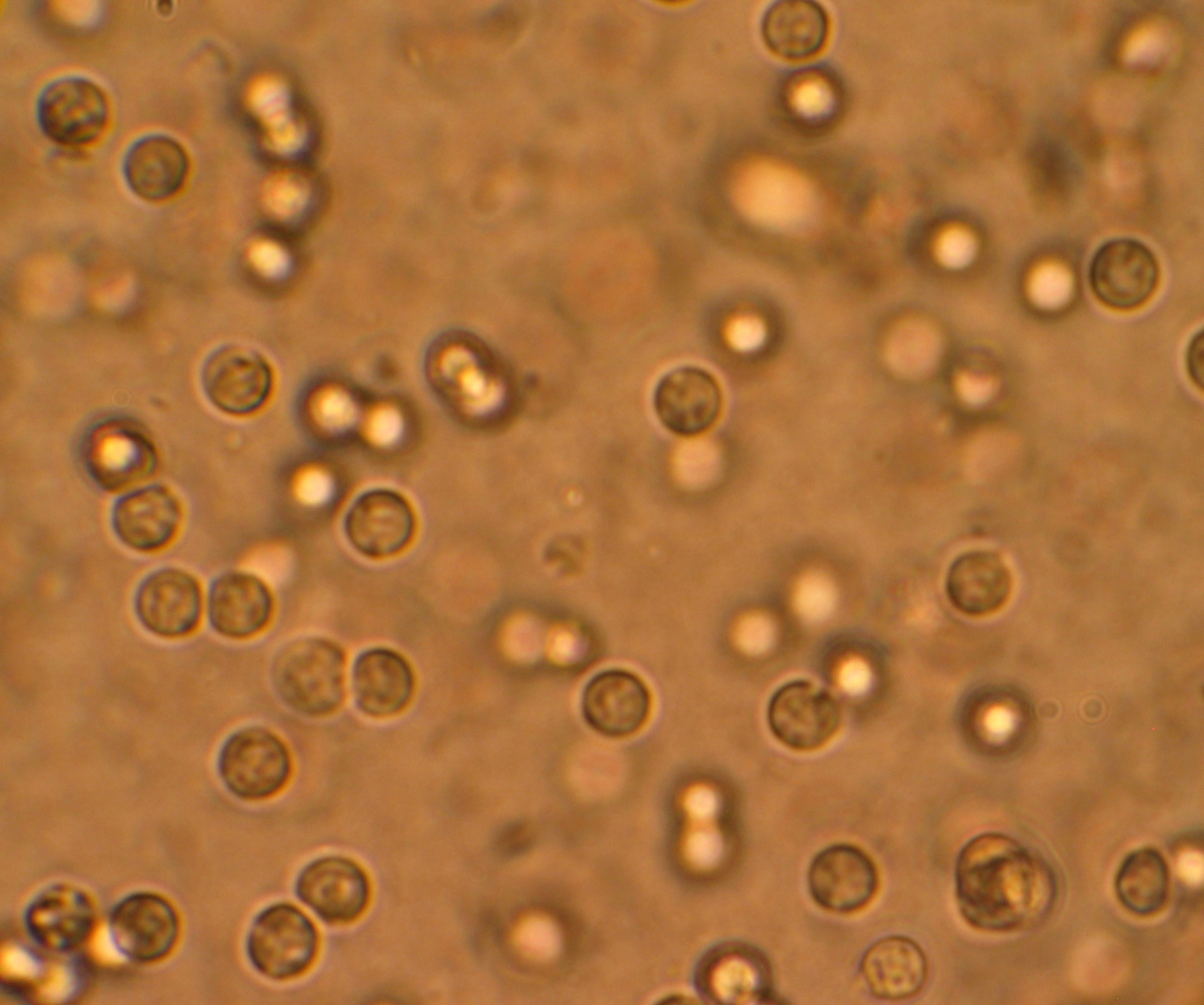
Fehérvérsejtek egy húgyúti fertőzéstől szenvedő személy vizeletében.

A húgyúti fertőzés egy olyan kórállapot, amelyet a kiválasztó szervrendszer egyes részeinek gyulladása jellemez. Az alsó húgyutakat érintő fertőzés esetén a betegség megnevezése lehet húgyhólyag-gyulladás (cystitis) vagy húgyvezeték-gyulladás, a felső húgyutak fertőzése esetén vesemedence-gyulladás vagy vesegyulladás (pyelonephritis). Általánosságban a fertőzés az alsó húgyutak felől terjed a felső húgyutakra („felszálló”), de ritkábban - elsősorban újszülöttek és csecsemők esetén - a kórokozók a véráram felől is megtámadhatják a húgyutakat. Az alsó húgyutak fertőzésének tünetei a gyakori vizelési inger vagy vizelés, vizeléskor jelentkező égő fájdalom, bűzös vagy zavaros vizelet, míg a vesemedence és a vese gyulladásának tünetei az előzőek mellett a láz és alhasi fájdalom. Nagyon fiatal vagy idős betegek esetén a tünetek nem mindig egyértelműek. Bár a húgyutakba kerülő szinte valamennyi mikroba okozhat fertőzést, az esetek többségében mégis a székletben, bélflórában élő baktériumok (mint pl. Escherichia coli) okozzák, míg az egyéb baktériumok, vírusok vagy gombák szerepe kevésbé jelentős.
A húgyúti fertőzés lényegesen gyakrabban fordul elő a nők, mint a férfiak között, a nők fele élete során legalább egyszer tapasztal húgyúti fertőzést. Gyakoriak a visszatérő fertőzések is. A kockázati tényezők közé tartozik a női anatómia (rövidebb húgyvezeték), a nemi élet, a családon belül korábbi megbetegedés, a vesekő vagy más húgyúti elzáródás, az immunrendszert gyengítő krónikus betegségek, a hólyagkatéterezés vagy hólyagtükrözés. A vesegyulladás általában a hólyaggyulladást követi, de bekövetkezhet a véráram felől érkező fertőzés esetén is. Fiatal, egészséges nők esetén a betegséget a tünetek alapján diagnosztizálják. A nem egyértelmű, nem-specifikus tünetek esetén a diagnózist megnehezíti, hogy a húgyutakban jelen lehetnek a baktériumok anélkül, hogy fertőzést okoznának. Bonyolult esetben vagy a kezelés sikertelensége esetén - gyermekkorban egyértelműnek látszó tünetek esetén is - érdemes vizeletvizsgálatot végezni. A gyakori visszatérő fertőzésektől szenvedők esetében a folyamatos, kis dózisú antibiotikum szedése megelőzheti a fertőzést.
Egyszerűbb esetekben a húgyúti fertőzés könnyen kezelhető antibiotikumokkal, bár egyre gyakoribb a fertőzés kezelésére használt antibiotikumokkal szembeni rezisztencia. Bonyolultabb esetekben hosszabb antibiotikumos kúrára vagy intravénásan adagolt antibiotikumokra lehet szükség. Amennyiben a tünetek a kezelés megkezdésétől számított két-három napon belül nem múlnak el, további diagnosztikai vizsgálat szükséges. Nőknél a húgyúti fertőzés a bakteriális eredetű fertőzések leggyakoribb formája, a nők 10%-ánál évente egyszer kialakul.

## Tünetei

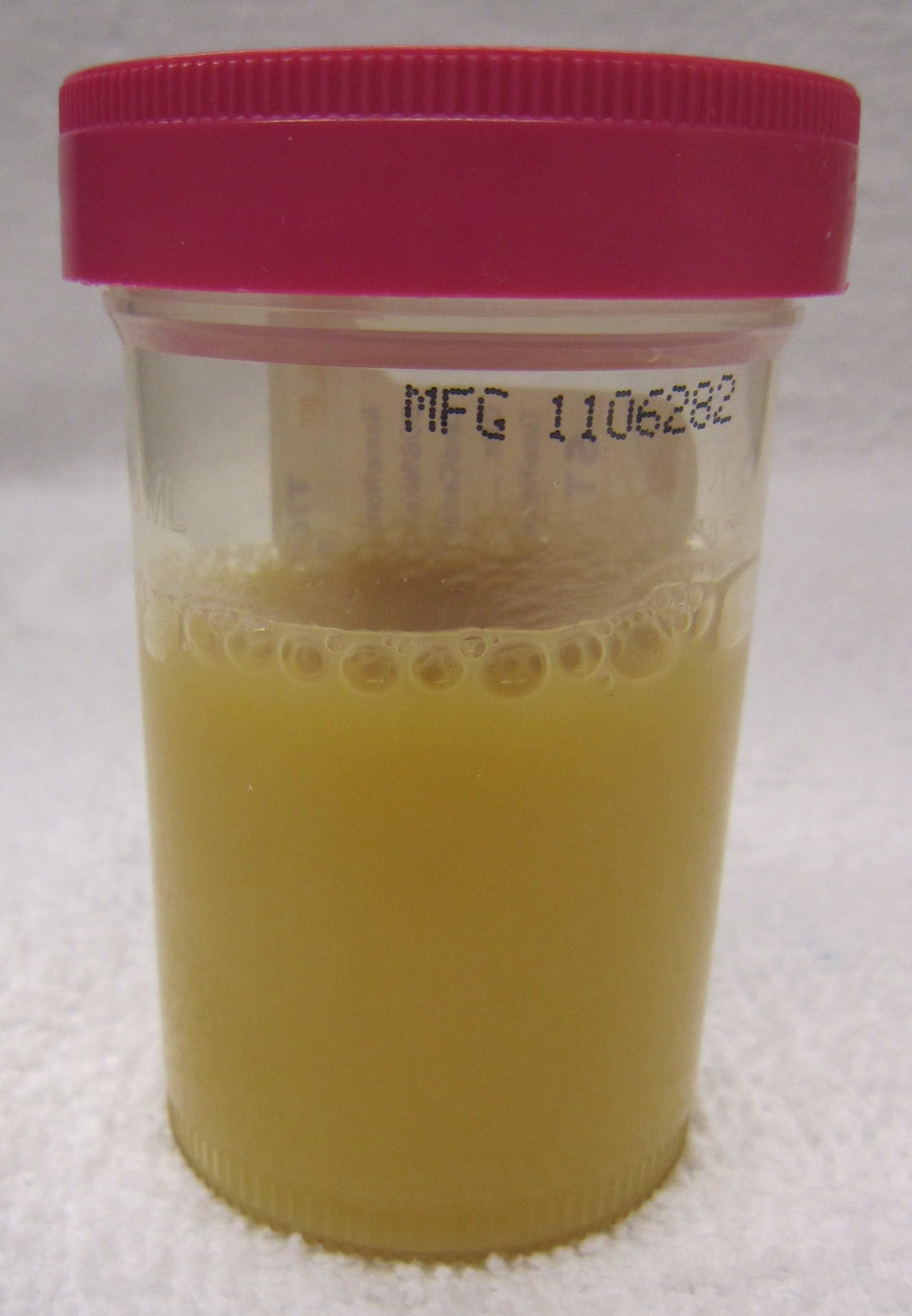
Húgyúti gyulladás következtében kialakult szepszisben szenvedő személy gennyet tartalmazó vizelete (pyuria).

Az alsó húgyúti fertőzést nevezik húgyhólyag-fertőzésnek is. A fertőzés leggyakoribb tünetei a gyakori vizelési inger és vizelés, a vizeléskor fellépő égető érzés hüvelyfolyás nélkül, és erős fájdalom. A tünetek lehetnek enyhék vagy egészen súlyosak is, és máskülönben egészséges nőknél átlagosan hat napig tartanak. A fertőzés tünete lehet még a szeméremcsont feletti vagy deréktáji fájdalom is. A felső húgyúti fertőzés (vesemedence- vagy vesegyulladás) tünete lehet az előbbieken felül az alhasi fájdalom, láz, émelygés, hányás. A vizelet színe eltérhet a normálistól, erősebb, kellemetlenebb a szaga, ritka esetben vért vagy gennyet is tartalmazhat.

### Gyermekeknél
Csecsemőknél vagy kisgyermekeknél előfordulhat, hogy a húgyúti fertőzés egyetlen tünete a láz. Az egyértelmű tünetek hiánya miatt a kétévesnél fiatalabb lánygyermekeknél, illetve az egyévesnél fiatalabb, körülmetéletlen fiúgyermekeknél láz esetén több orvosszövetség ajánl vizeletvizsgálatot. Csecsemőknél étvágytalanság, hányás, aluszékonyság fordulhat elő, illetve sárgaság jelei mutatkozhatnak. Idősebb gyermekeknél vizeletinkontinencia (akarattalan vizeletürítés, a hólyag feletti kontroll elvesztése) léphet fel.

### Időseknél
Idős betegeknél gyakran elmaradnak a húgyúti fertőzés jellegzetes tünetei. Az inkontinencia, a mentális állapotváltozások vagy a levertség nem mindig egyértelműsíti a betegséget. Egyes betegek csak akkor kérnek egészségügyi ellátást, amikor már szepszis – vérmérgezés – jelentkezik náluk. A diagnózis felállítását megnehezíti, hogy számos esetben már kialakult az időskori inkontinencia, illetve szellemi leépülés.

## Kiváltó okok
A húgyúti fertőzések 80-85%-ában a fertőzést az E. coli baktérium okozza, míg a Staphylococcus saprophyticus az esetek 5-10%-áért felelős. Ritka esetekben vírusok vagy gombák is lehetnek a fertőzés okozói, de ezek csak valamilyen veleszületett vagy szerzett immunrendszeri gyengeség esetén tudnak fertőzést okozni. A fertőzést okozó baktériumok lehetnek még a Klebsiella, a Proteus, a Pseudomonas és az Enterobacter. Ezek azonban nem jellemzők és általában a kiválasztó szervrendszer egyéb rendellenessége vagy hólyagkatéterezés mellett okoznak fertőzést. A Staphylococcus aureus baktérium okozta húgyúti fertőzések általában egy, a vér útján terjedő fertőzés mellett jelennek meg.

### Szexuális élet
Fiatal, szexuálisan aktív nőknél a nemi élet áll az esetek 75-90%-ában a húgyhólyag gyulladása mögött, a fertőzés kockázata pedig arányban áll a szexuális aktusok gyakoriságával. Külön említést érdemel a nemi életet kezdő vagy frissen házasodott fiatal lányok esetében az aktus során szerzett hólyaggyulladás, amelyre az angolszász szakirodalom a "honeymoon cystitis" (nászutasok hólyaggyulladása) kifejezést használja a házasság kezdeti szakaszában gyakori hólyaggyulladásra. A menopauza után a szexuális aktivitás gyakorisága nem befolyásolja a húgyúti fertőzések kialakulásának kockázatát, míg a spermaölő hatású hüvelykrémek használata – a nemi aktus gyakoriságától függetlenül – növeli a fertőzések kockázatát.
A nők a relatíve rövidebb és a végbélnyíláshoz közelebb eső húgycső következtében hajlamosabbak a húgyúti fertőzésekre, mint a férfiak. Ahogy a menopauza után a nők szervezetében csökken az ösztrogén szintje, egyidejűleg megnövekszik a húgyúti fertőzések kockázata a baktériumokkal szemben védelmet adó hüvelyflóra elvesztése miatt. A férfiaknál 40 év felett jelentősen fokozódik a húgyúti fertőzések kockázata, a prosztata megnagyobbodása és az emiatt kialakuló vizeletürítési nehézségek, a pangó vizelet következtében.

### Húgyúti katéterek
A húgyúti katéterezés megnöveli a húgyúti fertőzések kockázatát. Naponta három és hat százalék közé tehető a vizeletben megjelenő baktériumok kockázata, és a szimptomatikus fertőzések kialakulását még a megelőző jellegű antibiotikum-kúrák sem tudják hatásosan megakadályozni. A katéter használatával járó kockázatot mérsékelheti, ha csak szükség esetén alkalmaznak katétert és mindig steril körülmények között, valamint biztosított a katéter akadálytalan, zárt ürülése.

### Egyéb kiváltó okok
A húgyúti fertőzésekre való hajlam családon belül öröklődhet. Egyéb hajlamosító tényezők közé tartozik még a cukorbetegség, férfiaknál a körülmetéletlen pénisz, illetve a prosztata-megnagyobbodás. A komplikációs tényezők bizonytalanok, közéjük tartozhatnak anatómiai, funkcionális vagy metabolikus rendellenességek. Komplikált, krónikus esetekben a húgyúti fertőzés nehezebben kezelhető, általában mélyrehatóbb kivizsgálást, kezelést és utánkövetést igényel.
Gyermekeknél a húgyúti fertőzéseket gyakran kíséri vizelet-visszaáramlás (vesicoureteralis reflux, amikor a vizelet a húgyhólyagból a húgyvezeték és a vese felé áramlik) és székrekedés.
A gerincsérülést szenvedett személyek szintén fokozottan ki vannak téve a húgyúti fertőzések kockázatának, részben a húgyúti katéter huzamos használata, részben az esetleges vizeletürítési diszfunkció miatt. A gerincsérültek között ez a fertőzések, illetve a kórházi ellátás leggyakoribb oka. Ezen felül a hagyományosan használt vörösáfonya-lé vagy –kivonat ennél a csoportnál hatástalannak tűnik a fertőzés megelőzésre, illetve kezelésére.

## Lefolyása
A húgyúti fertőzéseket okozó baktériumok rendszerint a húgycső felől jutnak be a húgyhólyagba (felszálló fertőzés), a fertőzés azonban előfordulhat a vér útján vagy a nyirokrendszer útján is. A feltételezések szerint a baktériumok leggyakrabban a bélből, végbélnyílásból kerülnek a húgyvezetékbe, és rövidebb húgyvezetékük miatt a nők nagyobb kockázatnak vannak kitéve. Miután a fertőzések nagy részéért felelős E. Coli baktérium bejut a húgyhólyagba, hozzátapad annak falához és ott egy ún. biofilmet képez, amely ellenáll a szervezet immunválaszának.

## Megelőzése
Számos módszerről még nem bizonyították be, hogy befolyásolják a húgyúti fertőzés kialakulásának gyakoriságát, többek között az óvszerek vagy fogamzásgátló tabletták használata, vizelés szexuális érintkezés után, szoros vagy laza alsónemű használata, tisztálkodási módok vizelés vagy székelés után, illetve az, hogy valaki zuhanyozik vagy kádban fürdik. A vizelet visszatartásával, tampon használatával, illetve a hüvelyöblítés hatásával kapcsolatban sincsenek bizonyítékok. Ennek ellenére a húgyúti gyulladások megelőzésére számos higiéniai és táplálkozási ajánlás létezik.
A pesszáriumot vagy spermicid hatású hüvelykrémet használó és gyakori, visszatérő húgyúti fertőzésben szenvedő személyeknek általában alternatív fogamzásgátlási módszerek alkalmazását javasolják. A vörösáfonya (lé vagy kapszula formájában) csökkentheti a betegség incidenciáját azoknál, akik gyakori fertőzésektől szenvednek, de hosszú távú hatása kérdéses és az áfonyát fogyasztók 30%-a emésztési problémákról számol be. A vörösáfonya szedése során 43%-kal nőhet az oxalátkiválasztás a vizeletben, ami arra utalhat, hogy a vörösáfonya nagy adagban történő hosszú távú fogyasztása megnövelheti a vesekő kialakulásának veszélyét. Az áfonyalé vagy kapszula fogyasztása naponta kétszer előnyösebb, mint naponta egyszer. A hüvelyi probiotikumok használata további vizsgálatokat igényel, hogy megállapítsák, vajon jótékony hatással vannak-e a fertőzés megelőzésében. Óvszer használata spermicid nélkül, vagy fogamzásgátló tabletták szedése viszont nem növeli a húgyúti fertőzések kialakulásának kockázatát.

### Gyógyszeres kezelése
Visszatérő fertőzések esetén hosszabb ideig tartó, naponta szedett antibiotikum-kúra hatásos a betegség megelőzésében. A leggyakrabban felírt szerek között vannak a nitrofurantoin és trimetoprim/sulfamethoxazol tartalmú gyógyszerek. A fertőzés megelőzésére gyakran használt hatóanyag a methenamin, amely a húgyhólyagban a vizelet savas kémhatása következtében formaldehiddé alakul, amivel szemben a baktériumoknál nem alakul ki rezisztencia. Eredményes lehet az antibiotikumok szedése az aktus után azokban az esetekben, amikor a fertőzés kialakulása a nemi aktushoz köthető. A menopauzán átesett nők esetén úgy találták, hogy az ösztrogéntartalmú hüvelykrémek csökkentik a fertőzés előfordulását. Ezzel szemben az ösztrogéntartalmú pesszárium nem annyira hasznos a betegség megelőzésében, mint az alacsony dózisú antibiotikumok. Napjainkban még folyik a fertőzés ellen hatásos védőoltások kifejlesztése.

### Gyermekeknél
Kevés bizonyíték áll rendelkezésre, hogy a megelőző céllal adagolt antibiotikumok csökkentik a húgyúti fertőzések kialakulását gyermekeknél. Azonban a visszatérő fertőzések igen ritkán okoznak komplikációkat a vesében, amennyiben azoknak nincsen más rendellenességük: csak az esetek 0,33%-ában alakul ki krónikus veseelégtelenség felnőttkorban.

## Diagnosztizálása

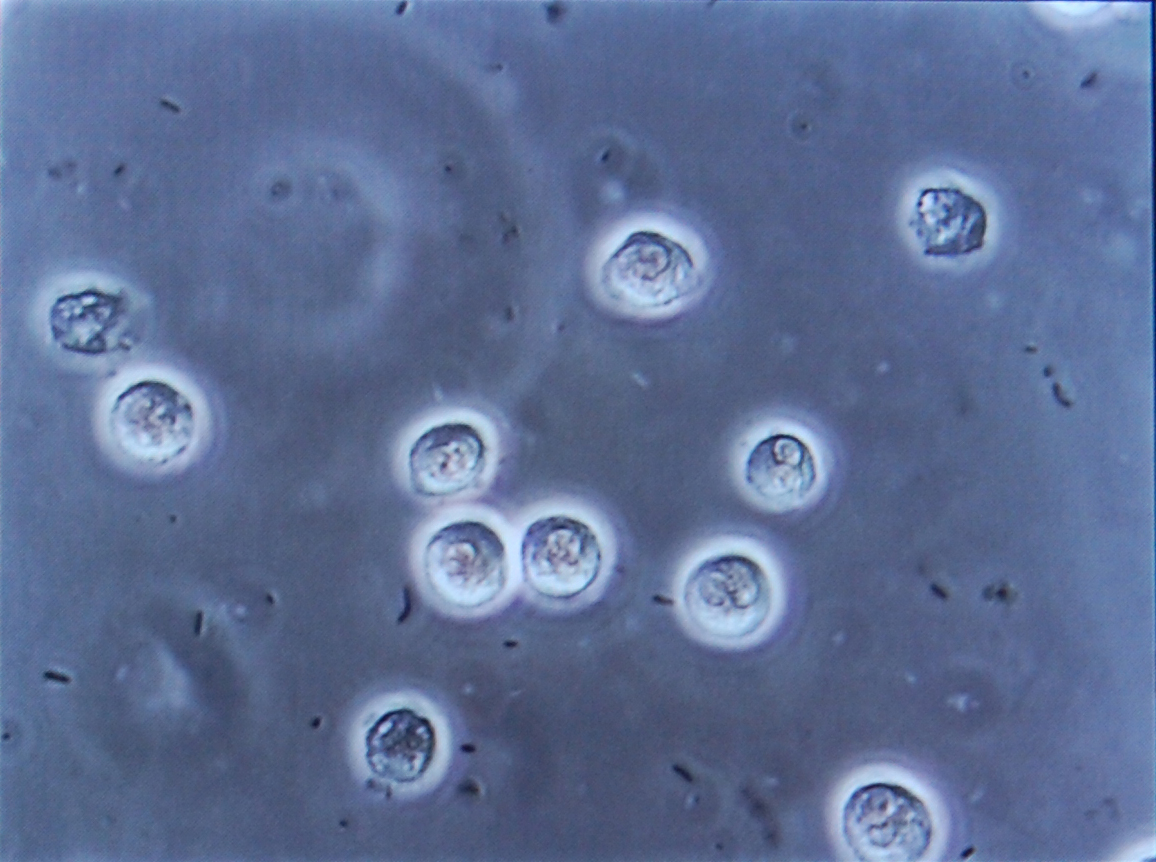
Több bacilus (pálcika alakú baktériumok, a képen fekete és babformájú) látható a fehérvérsejtek között, a vizelet mikroszkópfelvételén. Ezek az elváltozások húgyúti fertőzést jeleznek.

Egyértelmű esetekben a diagnózis felállítható és a kezelés megkezdhető pusztán a tünetekre alapozva, további laboratóriumi ellenőrzések nélkül is. Összetett, vagy nem egyértelmű esetekben a diagnózishoz érdemes igazolást szerezni vizeletminták vizsgálatával, amelyek segítségével megállapítható a vizeletben a nitritek, a fehérvérsejtek (leukociták), illetve a leukocita-észteráz (egyes fehérvérsejtekben található enzim) jelenléte. Egy másik teszt, a mikroszkópos vizeletvizsgálat a vörösvértesteket, fehérvérsejteket és baktériumokat hivatott kimutatni. A vizelet tenyészete pozitívnak minősül akkor, ha húgyutakban tipikusan jelenlévő organizmusok (baktériumtelepek) száma milliliterenként 103 vagy ennél több. Ezekkel a tenyészetekkel vizsgálható az antibiotikum-érzékenység is, ami hasznos lehet az antibiotikumos kezelés megválasztásakor. Előfordulhat ugyanakkor, hogy a negatív tenyészetet mutató nők körében is eredményes az antibiotikumos kezelés. A tünetek kevésbé egyértelmű volta és a húgyúti fertőzések diagnosztizálására irányuló megbízható tesztek hiánya az időseknél megnehezíti a diagnosztizálást.

### Osztályozása
Előfordulhat, hogy a húgyúti fertőzés csak az alsó húgyutakat érinti, ebben az esetben húgyhólyag-fertőzésről beszélünk. Ugyancsak előfordul csak a felső húgyutakat érintő fertőzés, illetve a vese súlyos bakteriális megbetegedése, a pyelonephritis. Ha a vizelet jelentékeny mennyiségben tartalmaz baktériumot, viszont nincsenek tünetek, az ilyen állapot elnevezése tünetmentes bakteriuria. Ha a húgyúti fertőzés a felső húgyutakat érinti, és a beteg diabetes mellitusban is szenved, vagy terhes, illetve ha férfi, vagy immunkárosodott, az szövődményes betegségnek minősül. Egyéb esetekben, ha a nő egészséges és menopauza előtt áll, a betegség szövődménymentesnek minősül. Gyermekeknél a lázzal járó húgyúti fertőzés felső húgyúti fertőzésnek minősül.

### Gyermekeknél
Gyermekeknél a húgyúti fertőzés diagnózisának felállításához pozitív vizeleti tenyészetre van szükség. A kontamináció gyakran támaszt nehézségeket, vizeletvétel módjától függően. A mintavételezési módszerek és mennyiségi határok a következők: 105 CFU/mL a "tiszta vételezés" esetén középsugaras vizeletmintával, 104 CFU/mL a katéterezés útján levett mintáknál, és 102 CFU/mL akkor, ha hólyagpunkciót alkalmaznak (közvetlenül a húgyhólyagból történő levétel tű segítségével). Az Egészségügyi Világszervezet (WHO) nem támogatja a mintavételezéshez a "vizelet tasakok" használatát, mivel a tenyésztéskor nagyon magas a szennyeződés veszélye, és a még nem szobatiszta betegeknél a katéterezést részesítik előnyben. Egyesek, például az Amerikai Gyermekgyógyászok Szövetségének orvosai azoknál a két év alatti gyermeknél, akiknek már volt húgyúti fertőzésük, a vese ultrahangvizsgálatát javasolják, valamint a húgycsőről és húgyhólyagról a vizeletürítés során készített röntgenfelvételezést. Mivel azonban az esetlegesen feltárt problémákra nincs mindig hatásos kezelés, egyes szervezetek – például a National Institute for Clinical Excellence (Országos Intézet a Klinikai Kiválóságért) – csak hat hónaposnál kisebb csecsemők esetében javasolják a rutin röntgenfelvételezést, illetve azoknál, akiknek leletei rendhagyóak.

### Differenciáldiagnózis
Méhnyakgyulladásban vagy hüvelygyulladásban szenvedő nőknél, valamint húgyúti fertőzés tüneteit mutató fiatal férfiaknál a kiváltó ok lehet Chlamydia trachomatis vagy Neisseria gonorrhoeae fertőzés. A hüvelygyulladást kiválthatja élesztőgomba-fertőzés is. Számításba vehető ok lehet még az interstitiális cystitis (tartós fájdalom a húgyhólyagban) azoknál, akiknél rövidebb időszakonként ismételten jelentkeznek a húgyúti fertőzés tünetei, a vizelet tenyészetek viszont negatívak, és az antibiotikumok nem javítanak a beteg állapotán. Prosztatagyulladás ugyancsak megfontolandó a differenciáldiagnosztika során.

## Kezelés
A legelterjedtebb gyógymód az antibiotikumos kezelés. Alkalmanként az antibiotikumok mellett phenazopyridint is felírnak az első néhány napban, a húgyhólyag-fertőzés során néha tapasztalt égető érzés és hirtelen vizelési inger enyhítésére. Rendszeres alkalmazása azonban nem javasolt az esetleges veszélyei miatt, különös tekintettel a methemoglobinémia fokozott kockázatára (normál értéket meghaladó mennyiségű methemoglobin jelenléte a vérben). A láz csillapítására alkalmazható acetaminofen (paracetamol).
A visszatérő, egyszerű húgyúti fertőzések házilag is eredményesen kezelhetők a tünetek első jelentkezésekor. Ennek sikertelensége esetén orvoshoz kell fordulni.

### Szövődménymentes
A szövődménymentes fertőzések a tünetek alapján is diagnosztizálhatók és kezelhetők. Szájon át adott antibiotikumok, mint például a trimetroprim/sulfamethoxazol (TMP/SMX), a cefalosporin, a nitrofurantoin, vagy a fluoroquinolon jelentősen lerövidítik a gyógyulási időt és mindegyik egyaránt hatásos. A háromnapos trimethoprim, TMP/SMX, vagy fluoroquinolon kúra többnyire elegendő, míg a nitrofurantoin alkalmazásakor 5–7 napra van szükség. A kezelés nyomán a tünetek enyhülése 36 órán belül várható. A betegek kb. 50%-a kezelés nélkül is meggyógyul néhány napon vagy egy-két héten belül. Az Amerikai Fertőző Betegségek Elleni Társaság nem javasolja a kezelés első fázisában fluoroquinolon-típusú antibiotikumok alkalmazását, mivel fennáll a veszélye annak, hogy kialakul az ilyen típusú gyógyszerek elleni rezisztencia. Az elővigyázatosság ellenére azonban némi rezisztencia már kialakult ezekkel a gyógyszerekkel szemben, széles körben elterjedt alkalmazásuk folytán. Maga a trimethoprim egyes országokban a TMP/SMX megfelelőjének számít. Egyszerű húgyúti fertőzéses gyermekek gyakran jól reagálnak a háromnapos antibiotikumos kúrára.

### Pyelonephritis
A pyelonephritis kezelése jóval agresszívabb, mint az egyszerű hólyagfertőzésé, vagy hosszabb időtartamú, szájon át adott antibiotikumos kúrával, vagy intravénás antibiotikumokkal. Hét napon keresztül, szájon át adott fluoroquinolon kezelést többnyire azokban a térségekben alkalmaznak, ahol a rezisztencia 10% alatt van. Ha a térség rezisztenciarátája meghaladja a 10%-ot, gyakran írnak fel egy dózis intravénás ceftriaxont. A súlyosabb tünetekkel kísért esetekben kórházi ápolásra és folyamatos antibiotikumos kezelésre lehet szükség. Számításba vehetők a szövődmények is, például a húgyutak elzáródása vesekő miatt, ha a tünetek két-három napos kezelés után sem enyhülnek.

## Epidemiológia
A húgyúti fertőzés a nők körében leggyakrabban előforduló bakteriális fertőzés. Leggyakrabban 16 és 35 éves kor között fordul elő. A nők 10%-a évente megfertőződik, és 60%-uk esik át ilyen fertőzésen élete során. Gyakoriak a visszatérő fertőzések, az emberek csaknem fele egy éven belül újra megfertőződik. A húgyúti fertőzések négyszer gyakoribbak a nőknél, mint a férfiaknál. A pyelonephritis gyakorisága ennek egy huszada-harmincada. A kórházban szerzett betegségek túlnyomó többsége (körülbelül 40%) húgyúti fertőzés. Az életkor előrehaladtával a vizeletben jelenlévő aszimptomatikus baktériumok előfordulási gyakorisága kettőről hét százalékra emelkedik a fogamzóképes nők körében, és akár ötven százalékra is emelkedhet a gondozóotthonban élő idős nők körében. A vizeletben jelenlévő aszimptomatikus baktériumok előfordulási gyakorisága a 75 évesnél idősebb férfiak körében hét és tíz százalék között mozog.
Az emberek körülbelül 10%-ánál jelentkeznek húgyúti fertőzések a gyermekkorban. Gyermekeknél a húgyúti fertőzések a három hónaposnál fiatalabb, nem körülmetélt fiúgyermekek között a leggyakoribbak, ezt követi gyakoriságban az egyéves kor alatti lánygyermekek csoportja. A gyermekek körében az előfordulási gyakoriság becslésekor nagy lehet az ingadozás. A 0 és 2 év közötti lázas beteg gyermekek 2–20 százalékánál állapítottak meg húgyúti fertőzést.

## Társadalom és kultúra
Az Egyesült Államokban húgyúti fertőzés miatt évente mintegy hét millió ember fordul orvoshoz, egy millióan kerülnek sürgősségi osztályra, és százezren szorulnak kórházi ápolásra. A fertőzéssel járó kiadások mind a munkaidő-kiesés, mind az orvosi ellátás költsége szempontjából jelentős mértékűek. Az Egyesült Államokban a kezelés közvetlen költségét évi 1,6 milliárd dollárra becsülik.

## Története
Húgyúti fertőzésekről már az ókorban is tettek említést, a legkorábbi írásos emlék az i.e. 1550 körüli Ebers-féle papirusztekercs. Az ókori egyiptomiak leírása szerint a betegség során "a hólyag hőt bocsát ki". Hatásos kezelése csak az antibiotikumok kifejlesztése és elterjedése után vált elérhetővé, az 1930-as években. Azt megelőzően gyógynövényeket, kivéreztetést, és pihentetést javallottak.

## Terhesség alatt
A terhesség során fellépő húgyúti fertőzések komolyabb aggodalomra adnak okot, a vese megfertőződésének fokozott kockázata miatt. A terhesség folyamán a magas progeszteron szintek miatt valószínűbb a húgycső és húgyhólyag izomtónusának gyengülése, amelynek következtében megnő a reflux valószínűsége, amikor is a vizelet visszaáramlik a húgycsövön át a vesék felé. Habár a terhes nőknél nem fokozott az aszimptomatikus bakteriurea veszélye, a bakteriuria jelenlétében a vesefertőzés kockázata 25-40%. Emiatt kezelés javasolt akkor, ha a vizeletvizsgálat fertőzésre utaló eredményt mutat—még akkor is, ha tünetek nincsenek. Rendszerint cefalexint vagy nitrofurantoint alkalmaznak, mert ezeket általánosságban a terhességre ártalmatlannak tekintik. A terhesség során kialakuló vesefertőzés következménye lehet koraszülés, prae-eclampsia (magas vérnyomásos állapot a terhesség vagy szülés alatt), vagy veseelégtelenség a terhességben, ami epilepsziás rohamokhoz vezethet.

## Külső hivatkozások
- A felfázás tünetei és kezelése: otthoni gyógymódok a panaszok enyhítésére
- Húgyúti fertőzés az Open Directory Project-ben